# فقه عسكري إسلامي
يشير الفقه العسكرى الإسلامي إلى ما يتم قبوله في الشريعة (القانون الإسلامي) والفقه (الإسلامي) والعلماء (علماء الإسلام) على انها الطريقة الإسلامية المثلى والصحيحة التي من المفترض ان ينصاغ اليها المسلمون في اوقات الحرب.

## تطوير القرارات
كانت القرارات الأولية تُعد قرارات عسكرية والتي قد تم تشكيلها خلال القرن الأول من بعد أن أنشأ النبي محمد «صلى الله عليه وسلم» الدولة الإسلامية في المدينة.تطورت هذه القرارات وفقاً لتفاسير القرآن الكريم(الكتاب المقدس عند المسلمين)و الحديث (أقوال مُجمعة عن الرسول محمد صلى الله عليه وسلم). وكانت المواضيع الرئيسية في هذه القرارات هي العدل في الحرب والأمر بالجهاد. لم تغطَ الأخطاء العداوات ولا الصراعات المسلحة بوجه عام.
اما بالنسبة للجهاد (الطريقة العربية للنضال) فقد تم إعطائه بُعد عسكرى وذلك بَعدالممارسات القمعية من قٍبل قبيلة قريش في مكة ضد المسلمين. وفُسر على أنه الكفاح الذي جعله الله والذي سيقوم على أساسه رويداً رويداً المجتمع الإسلامى. تتميز الأوامر القضائية المختصة بشأن الجهاد بأنها فردية وبذلك هي واجبات جماعية للمجتمع الإسلامى. لذلك فإن طبيعة الهجوم مهمة جدا وتُفسر كالتالي; لو أن المجتمع المسلم ككل استُنفر للجهاد فبذلك يصبح الجهاد مُتعيّن على جميع المسلمين.يُعد الجهاد هو الأكثر تمايزاً فيما يتعلق بمتطلبات اخل الاراضى التي يحكمها المسلمون (دار الإسلام)وأراضى غير المسلمين (دار الحرب). وفقاًلشاهين سردار على وجاويد رحمن، كلاهما أساتذة قانون، يُعد الفقه العسكرى الإسلامى في تجاوب مع قواعد القانون الدولى الحديث. يشيرون إلى الالتزام المُزدوج من الدول الأعضاء في منظمة التعاون الإسلامى (منظمة المؤتمر الإسلامى)، (والذي يقدم الجزء الأكبر في العالم الإسلامى) للشريعة الإسلامية وميثاق الأمم المتحدة كدليل على ائتلاف كلا النظامين القانونين.